# Red Nacional de Silos y Graneros

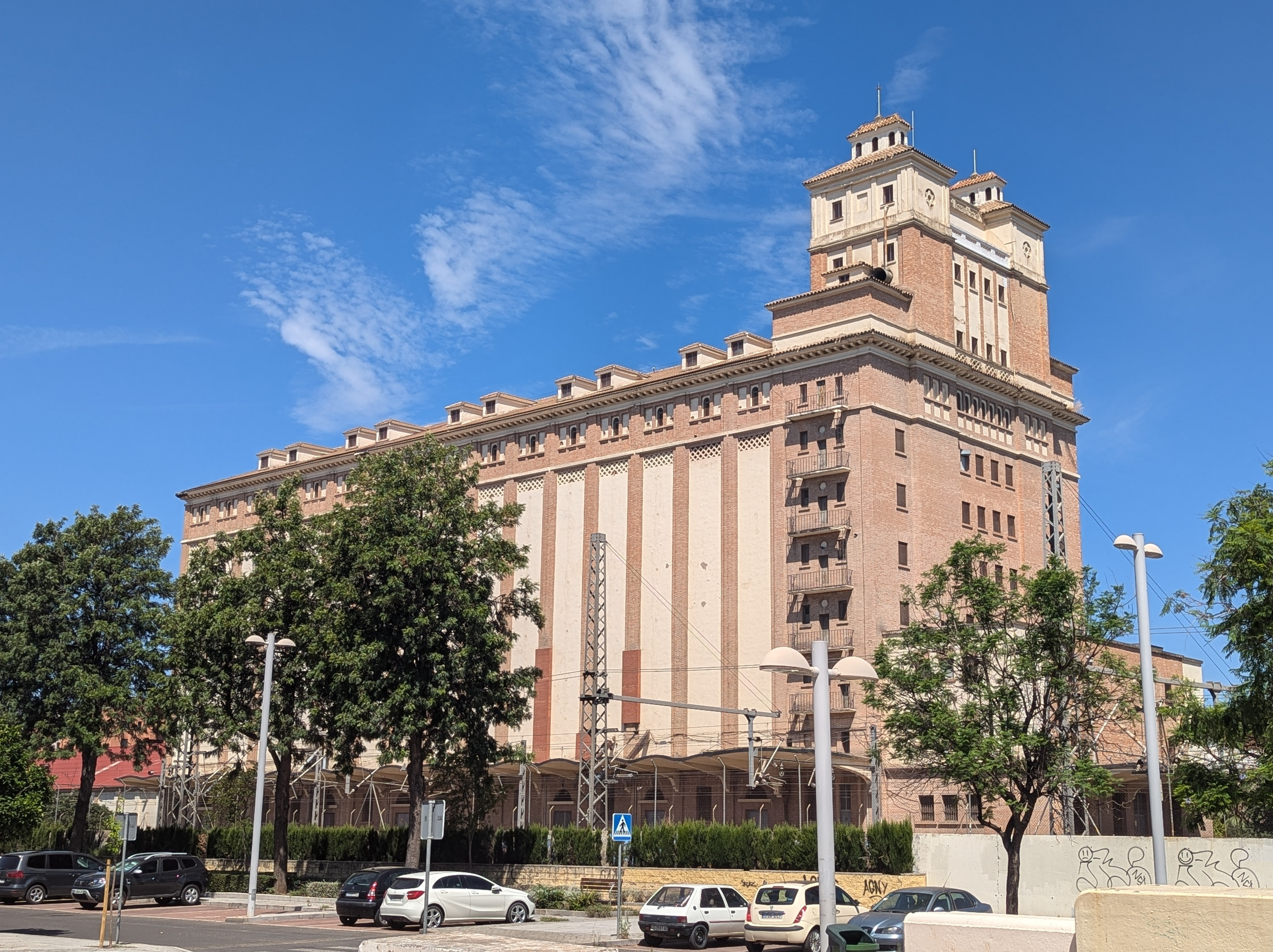
Silo de Córdoba, tipo T Especial

La Red Nacional de Silos y Graneros, o simplemente Red Nacional de Silos, fue una red de almacenes públicos de cereales impulsada en la etapa autárquica de la dictadura franquista. Su creación se enmarca en el Decreto-Ley de Ordenación Triguera de 1937, promulgado en Burgos, que estableció el Servicio Nacional del Trigo (posteriormente Servicio Nacional de Cereales y Servicio Nacional de Productos Agrarios) como organismo encargado del proyecto, para dotar a las zonas agrícolas de una serie de almacenes de cereal. La iniciativa respondía al desabastecimiento, la sobreproducción y la necesidad de intervenir en el mercado triguero mediante una política oficializada de control y almacenamiento. En el paisaje urbano de España se puede observar cómo estos elementos industriales «han pasado a perfilar la silueta de nuestros pueblos, junto con las ya históricas iglesias y castillos».
Desde 1941 se comenzó a considerar la construcción de la Red y en 1946 se autorizó formalmente, aunque con un desarrollo lento debido a las condiciones económicas de la postguerra —hasta 1950 se completaron sólo 12 unidades, con capacidad para 21 050 toneladas—. Durante los años 1950 hubo un desarrollo importante: el silo de Córdoba se inauguró en 1951 (el primero oficialmente), y poco después se implementaron trenes con vagones tolva que mejoraron la logística. La intensidad de la construcción alcanzó su punto más alto entre 1966 y 1970, con la edificación de silos verticales y metálicos que elevaron la capacidad total a 971 020 toneladas. Finalmente, entre 1971 y 1984 fue un periodo irregular, y tras una desaceleración inicial, en los últimos años se construyeron los «macrosilos», alcanzando la Red una capacidad de 2,6 millones de toneladas. En 1990 se completó el último silo, el de Valchillón.
La liberalización del comercio triguero en 1984, mediante una ley que derogó el monopolio estatal, marcó el inicio del fin de la Red. A partir de entonces, muchas de sus instalaciones quedaron fuera de uso institucional; se devolvieron a municipios o particulares, o se transfirieron a las comunidades autónomas según su tipología y uso. Desde entonces, el estado de los edificios es diverso: algunos mantienen un uso agrícola, otros fueron rehabilitados con fines no agrarios, y otros tantos están abandonados o han sido demolidos.

## Historia

### Antecedentes
El llamado «problema triguero» afloró en Europa durante el primer tercio del siglo XX, agravado con el desarrollo de la Primera Guerra Mundial que llevó a muchos estados a la intervención en los mercados con el objetivo de regular y estabilizar los precios. A principios de la década de 1930 este problema se vio agravado especialmente por cosechas excepcionales, como las de 1932 y 1934, «que provocaron una situación de sobreoferta» y la subsiguiente caída de precios que afectó a los pequeños productores de trigo. La compleja situación de continuos enfrentamientos entre la República y sus opositores, hizo del «problema triguero» un arma de enfrentamiento político, con unos años donde se presentan numerosas propuestas por parte de todos los sectores afectados (políticos, productores, economistas...) sin que llevaran a ningún resultado práctico. Mediante Decreto de 15 de septiembre de 1932, el gobierno anunció al «creación de los primeros silos cooperativos oficiales, cuyo emplazamiento, características y desarrollos de su cometido serían objeto de reglamentación», pero «la incapacidad del Estado en tiempos tan complicados para acometer tal plan» impidió que prosperara.
En los años siguientes, voces como Rafael del Caño, Manuel Marraco Ramón o Antonio Rodríguez Pérez propusieron la construcción de una red de silos en las regiones de producción triguera y se presentaron proyectos como el de un Consorcio Regulador del Mercado Triguero, la Sociedad Silos Españoles o la Corporación Nacional Triguera. El triunfo del Frente Popular no supuso un cambio en los planteamientos sobre la necesidad de una red de silos —Decreto de 8 de abril de 1936 en el que se anunciaba la organización de una red nacional de silos y paneras—, y en la misma línea se manifestaron organizaciones representativas del fascismo agrario castellano, como Falange Española de las JONS, y personalidades como Ruiz de Alda o Onésimo Redondo.
En marzo de 1936 los ingenieros agrónomos Rafael Cavestany, Antonio Bartual y Miguel Cavero publicaron un estudio titulado «Organización del mercado triguero nacional y creación de la Red Nacional de Silos», en el que se insistía en la creación de dicha red «como instrumento indispensable para una política eficaz en la resolución del problema triguero». En julio de ese año Dionisio Martín Sanz publicaba el artículo «Bases para el emplazamiento de una Red Nacional de Silos para el trigo» en la revista Economía y Técnica Agrícola, en el que anticipaba algunas ideas que inspirarían al Servicio Nacional del Trigo.
Finalmente, el 23 de agosto de 1937 se promulgó en Burgos, en plena Guerra civil, el Decreto-Ley de Ordenación Triguera por el que se creaba el Servicio Nacional del Trigo (SNT), en cuyo proyecto de intervención se incluía la construcción de una red de almacenes y silos para la recogida del trigo, la retirada de excedentes en años de sobreproducción, la importación en años deficitarios y el abastecimiento de las fábricas de harina.
En los años 1930 se asistía en todo el mundo a un proceso de intervención estatal en la agricultura, especialmente en los países totalitarios. En Italia se presentó un problema similar de falta de almacenamiento y la respuesta del gobierno de Mussolini fue una política de almacenamiento voluntario y el impulso a la construcción de silos por consorcios voluntarios de agricultores. En la Alemania nazi, frente a una situación de sobreproducción interior, el ministro de agricultura Richard Walter Darré no planteó la construcción de silos estatales sino que impuso a las industrias harineras y molineras que se hiciesen cargo de la gestión de los excedentes y fomentó la construcción de silos privados mediante la concesión de subvenciones. En Francia, la Office National Interprofessionnel du Blé se implicó en toda la economía cerealista, pero evolucionó rápidamente en una mayor flexibilidad; en lugar de construir una red de almacenamiento, coordinó un servicio de almacenadores compuesto por industriales y cooperativas.

### Construcción

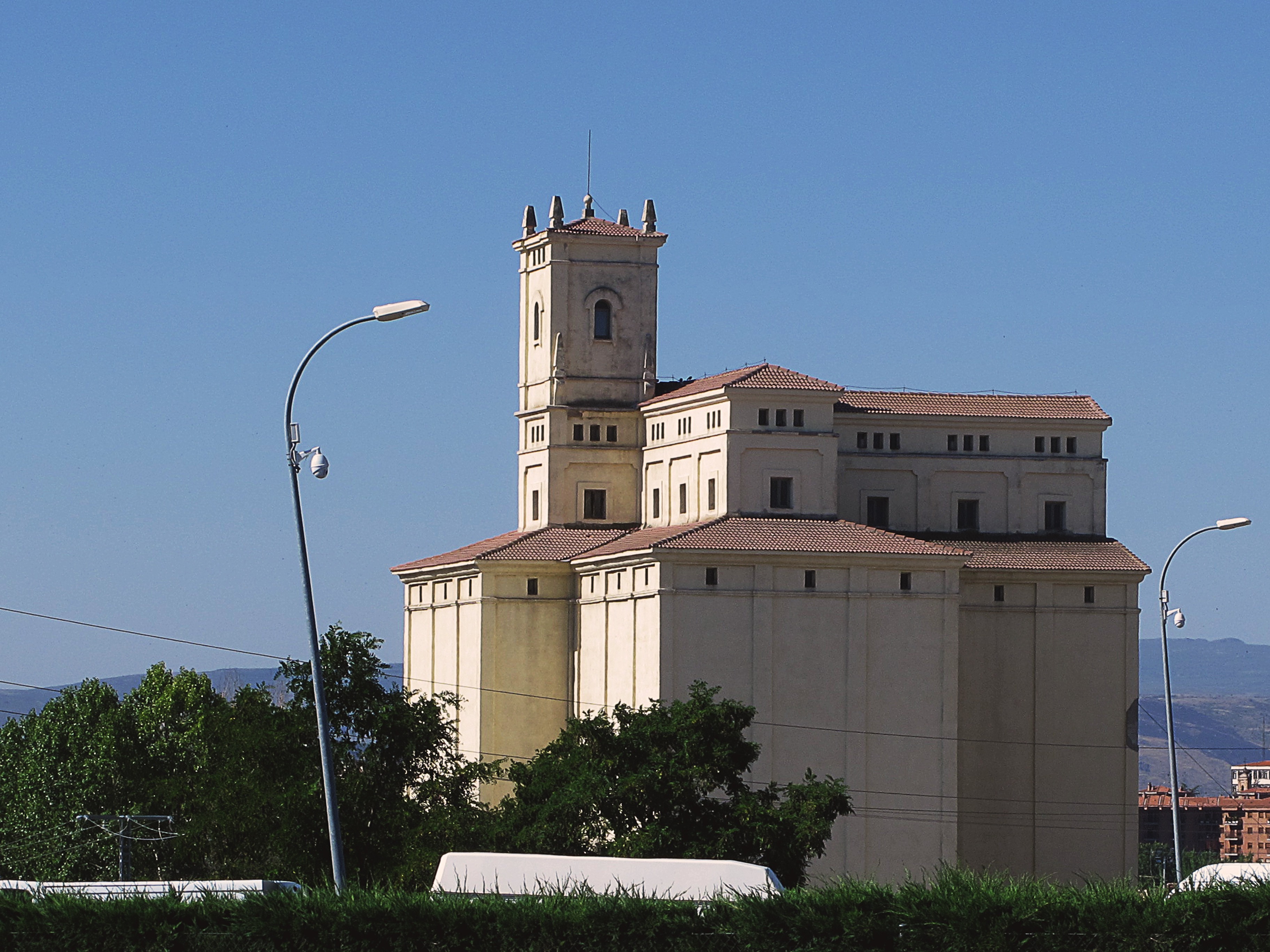
Silo de Ávila, tipo A, ejemplo de majestuosidad en las primeras construcciones

La construcción de la red tenía, según el SNT, los objetivos de posibilitar la compra de toda cosecha de trigo a los agricultores, conservar una reserva al final de cada campaña para garantizar el suministro, permitir la recepción de los trigos de importación y la eventual exportación de excedentes, y lograr la adecuada manipulación de los granos, así como su selección y tratamiento, para proporcionar semillas de mayor rendimiento.
Para lograr estos objetivos eran necesarios tres tipos de unidades. En primer lugar, los silos y almacenes de recepción, cuya misión era absorber la oferta de grano en los lugares de producción. En segundo lugar, los silos de tránsito y reserva, que ejercían como intermediarios entre la producción y el consumo, mantenían las reservas y se ubicaban estratégicamente. En tercer lugar, los silos de puerto, para realizar las operaciones exteriores. Además, existían otras unidades especiales, como los centros de selección de semillas y los centros de secado.
Cuando el SNT comenzó su actividad en 1937 se limitó a alquilar los locales que necesitaba. No sería hasta 1941 cuando empezó a considerar seriamente la construcción de la red. Se llegó a convocar un concurso de proyectos, aunque no se comenzó la construcción de ninguno de ellos. En 1942 se realizó un estudio interno que culminó con los proyectos de silo de Alcalá de Henares, Córdoba y Mérida y en 1944 se contrataron las obras de estos silos así como las de otras 20 pequeñas unidades y las del silo del puerto de Málaga.
Finalmente, siendo ministro Carlos Rein Segura, en 1946 se promulgó el Decreto de 12 de julio por el que se autorizaba al Servicio Nacional del Trigo para construir y explotar la Red Nacional de Silos. El artículo primero del decreto encomendaba al SNT el estudio, construcción y explotación de la Red. Esta contaría con silos de recepción en zonas productoras, silos de tránsito en los principales nudos de comunicación y puertos, silos de reserva ubicados en función del abastecimiento de las zonas consumidoras y silos para almacenaje y conservación de semillas seleccionadas para siembra. Las inversiones se realizarían con fondos del propio organismo y se declaraba de utilidad pública la ocupación de terrenos y edificaciones que el SNT pudiera necesitar para la construcción de la Red.

#### Años 1940

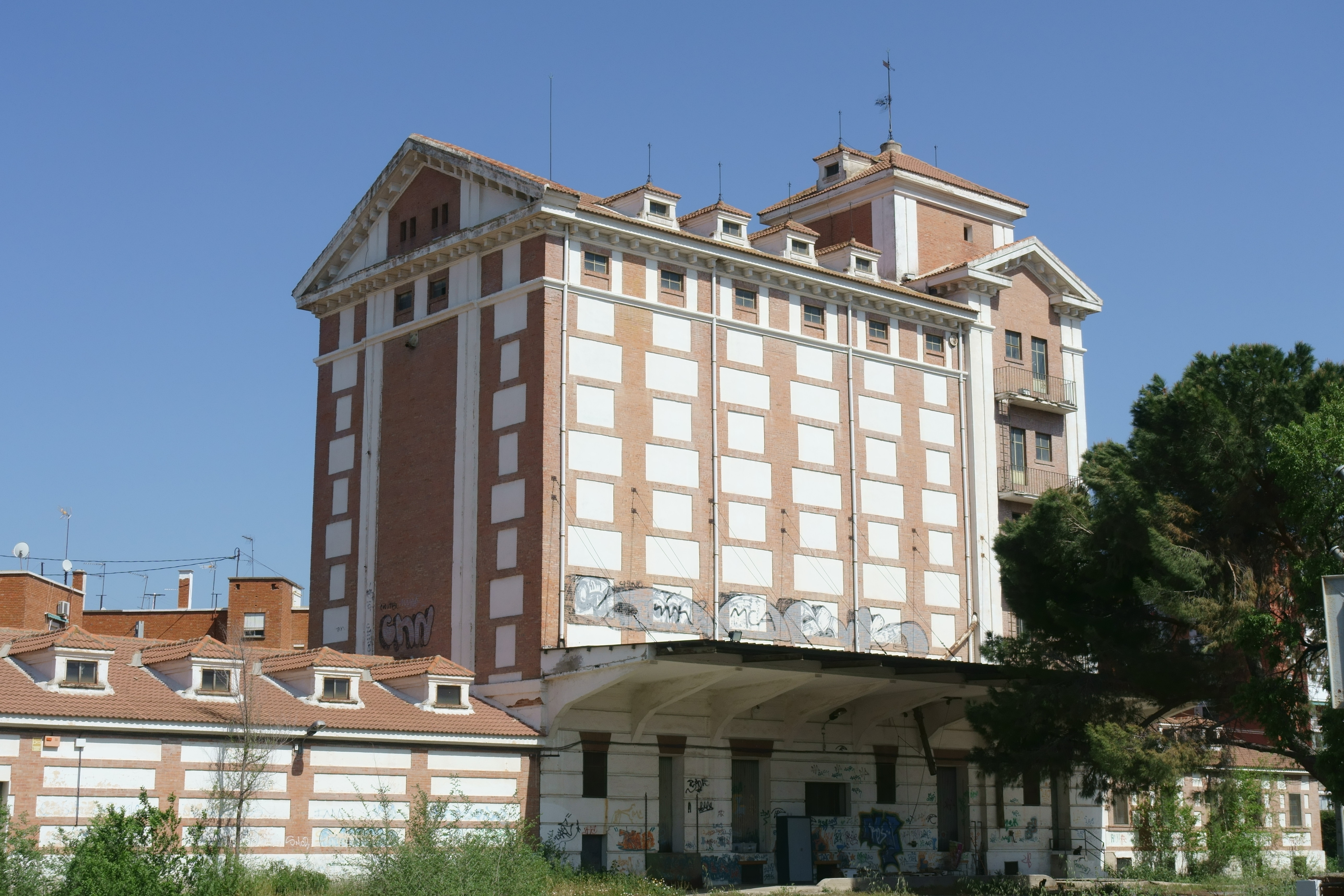
Silo de Alcalá de Henares, tipo T Especial, una de las primeras unidades construidas

En esta década los avances fueron muy limitados, siendo 12 las unidades construidas hasta 1950 y la capacidad de 21 050 toneladas. La falta de actividad se justificaba por las dificultades económicas de la posguerra, especialmente por la falta de materiales de construcción y de maquinaria, así como de medios de transporte y vías de comunicación. Aun así, la construcción no era urgente debido a la caída de la producción, el rechazo a las vías de comercialización oficial y el mercado negro.
El servicio funcionó gracias al arrendamiento de almacenes; sin embargo, habían resultado escasos y habían planteado dificultades a la hora de entregar los trigos, sin garantías de pesaje exacto ni de limpieza. Los primeros silos no se construyeron hasta 1949, siendo estos los de Valladolid, Villada (Palencia) y Alcalá de Henares (Madrid).

#### Años 1950

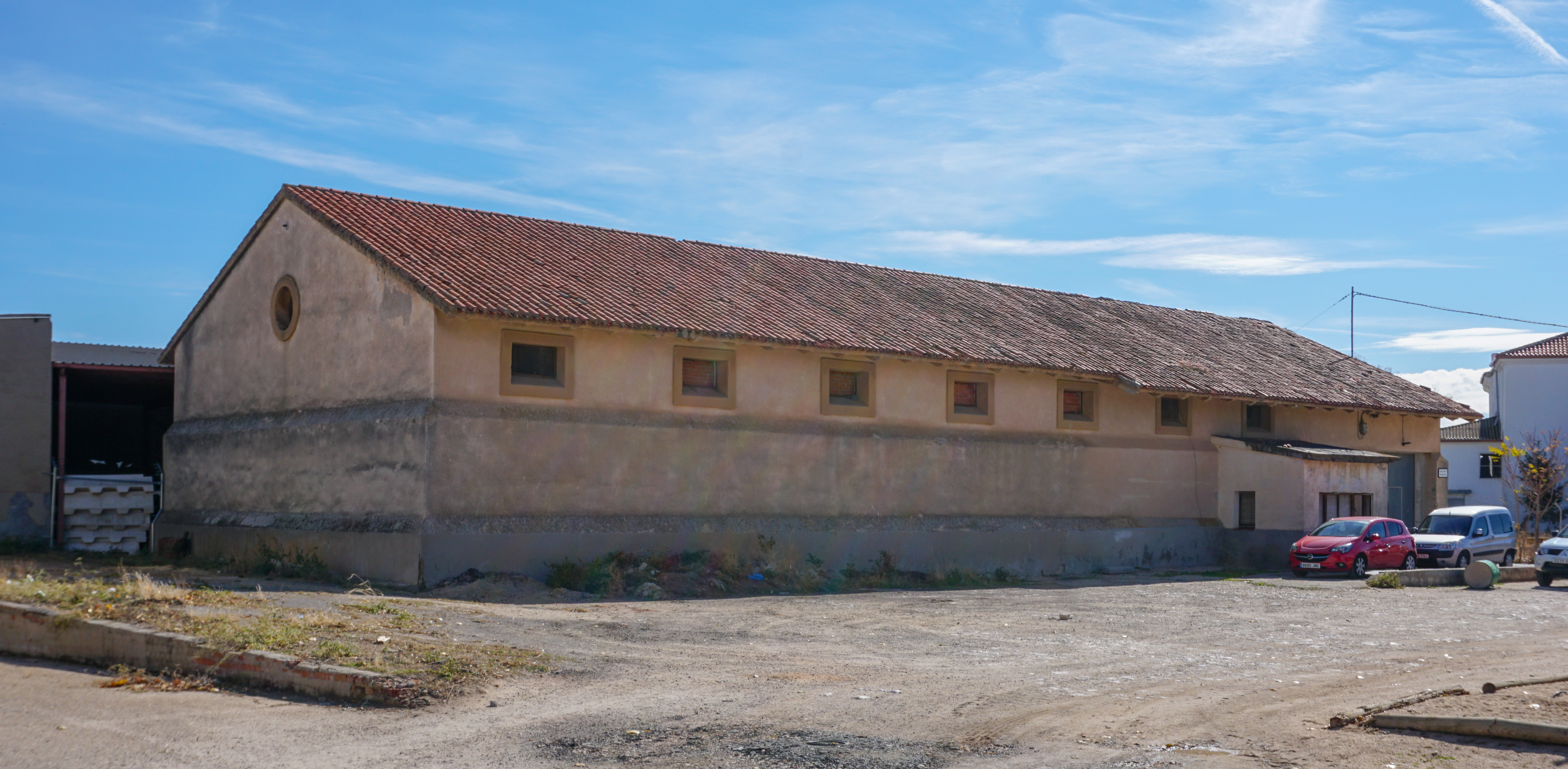
Granero de Dosbarrios, tipo G, puesto en marcha en 1957

En esta década, el paulatino aumento de la producción agraria y la recuperación económica general impulsaron el desarrollo de la red, especialmente entre 1955 y 1957. La primera inauguración oficial tuvo lugar el 6 de junio de 1951, con el silo de Córdoba. Además, a partir de 1953 se puso en marcha el concepto de Red gracias a los primeros trenes con vagones tolva, que unieron los silos de Córdoba y Mérida con el silo del puerto de Málaga, permitiendo las primeras exportaciones de trigo. Se construyeron principalmente unidades horizontales, de poca capacidad  y poco mecanizadas —graneros—.
A nivel propagandístico, en esos años se impuso la idea de la necesidad de disponer, lo antes posible, de la Red. En las publicaciones oficiales y en foros nacionales e internacionales aparecía la construcción de la red como objetivo prioritario. Así mismo, en 1959, y a partir de un informe elaborado por el Instituto de Estudios Agro-Sociales, la FAO publicaba el estudio Proyecto de desarrollo de la región mediterránea, en el que se defendía la necesidad de «aumentar la capacidad de la red de silos y graneros necesarios para sentar las bases de una política de piensos y permitir el almacenamiento de las mayores producciones previstas».

#### Años 1960

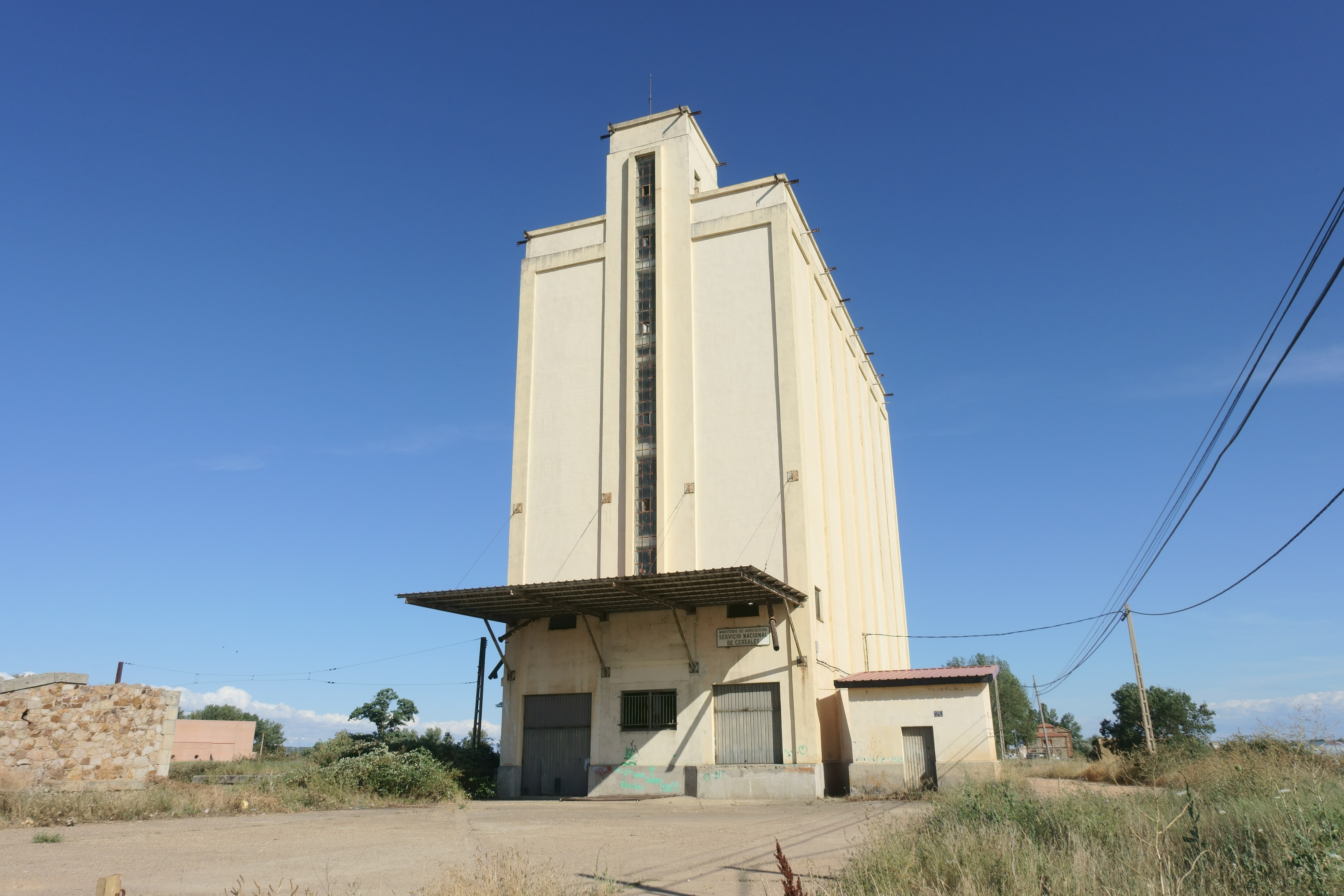
Silo de Astorga. Tipo D, el más extendido

En estos años hubo una gran actividad constructora, en especial en el periodo entre 1966 y 1970. Se construyeron principalmente unidades verticales y silos metálicos, con una capacidad total de 971 020 toneladas. Gracias al final de los problemas energéticos se pudo afrontar la elevación de los silos. Así mismo, la sustitución de carros por remolques y camiones exigió un reajuste en la técnica de su construcción. Junto a este auge constructivo, destaca la paralización de los planes relativos a los silos de puerto. En 1965 se inauguró el de Santa Cruz de Tenerife, segundo y último de los silos de puerto del SNT —el primero fue Málaga en 1952—. Años antes estaban finalizados los proyectos de silos de Las Palmas de Gran Canaria, Cádiz, La Coruña, Barcelona, Valencia y Santander, pero ninguno de ellos se llevó a cabo.
Frente a distintos planteamientos reformistas y a las críticas a la pervivencia de rasgos autárquicos en la política agraria española, presentados por ejemplo en un informe del Banco Internacional de Reconstrucción y Fomento (BIRF) de 1962 y un informe del BIRF y la FAO de 1966, la posición oficial no cambió y el propio Servicio Nacional de Cereales —sucesor del SNT— publicó una monografía en 1970, Red Nacional de almacenamiento del SNC, en la que se reiteraba la necesidad de ampliar y mejorar la red.

#### Años 1970-1980

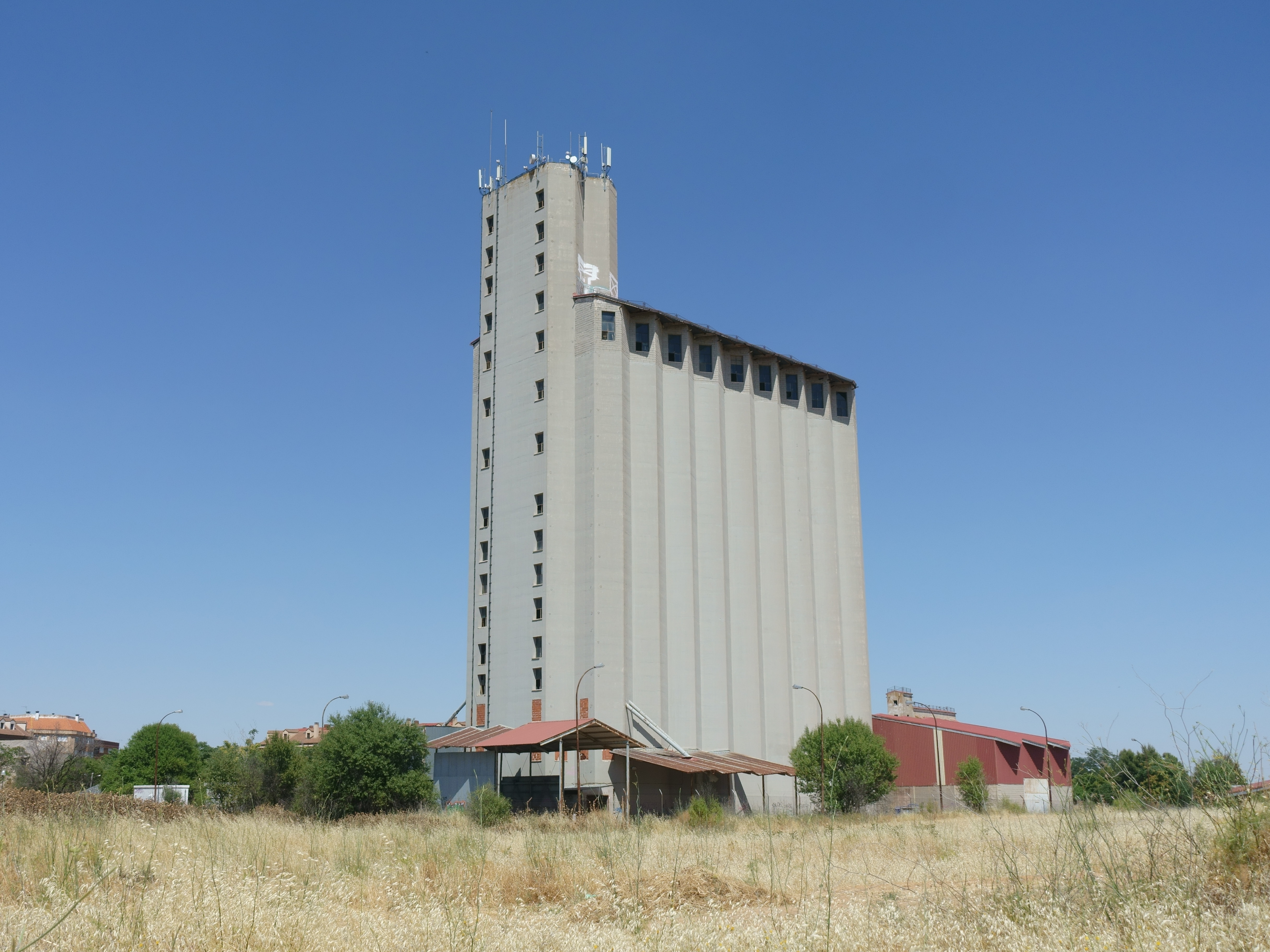
Silo en Tarancón, ejemplo del tipo T Macro Silo

El último periodo, entre 1971 y 1984, es una fase irregular. Tras una desaceleración en los primeros años, en 1975-1976 hay un repunte constructivo, y en los últimos años se asiste a la construcción de los «macrosilos» y a la reestructuración y cierre de algunas instalaciones. A principios de los años 1980 la capacidad de la Red alcanzaba los 2,6 millones de toneladas, aunque este hito se produjo cuando España estaba en negociaciones para ingresar en la Unión Europea y se hacía necesaria su adecuación a las políticas agrarias comunes. Al mismo tiempo que se desarrollaba la Red de propiedad pública, se mantuvo la política de los primeros años de arrendar instalaciones de particulares. El último silo que se construyó fue el de Valchillón, en 1990.

### Liquidación y desmantelamiento
El 29 de mayo de 1984 se publicó una ley que terminó con el monopolio estatal triguero a través de la instauración de la libertad de comercio para productores e intermediarios, y que derogaba el Decreto-Ley de Ordenación Triguera de 1937. Su único artículo establecía que la producción y el comercio interior del trigo se regirían por los principios de libertad de producción, circulación y de precios. Con la supresión de este monopolio el SENPA pasó a una posición marginal, con la compra del trigo que los agricultores no pudiesen vender y el mantenimiento de las reservas de seguridad que fijase el Gobierno.
La Red Nacional de Silos ya no respondía a las nuevas circunstancias del mercado ni a los cambios regionales en el cultivo triguero —auge, por ejemplo, en regiones como Andalucía, frente al descenso en Castilla y León, Castilla-La Mancha y Aragón—. Para mantener las reservas estratégicas, se desglosaron las unidades más importantes, lo que pasó a llamarse la Red Básica, con una capacidad de más de un millón de toneladas, que quedaron bajo control de la Administración Central del Estado; para el resto de unidades se buscaron otras salidas, pero sin resultados satisfactorios.

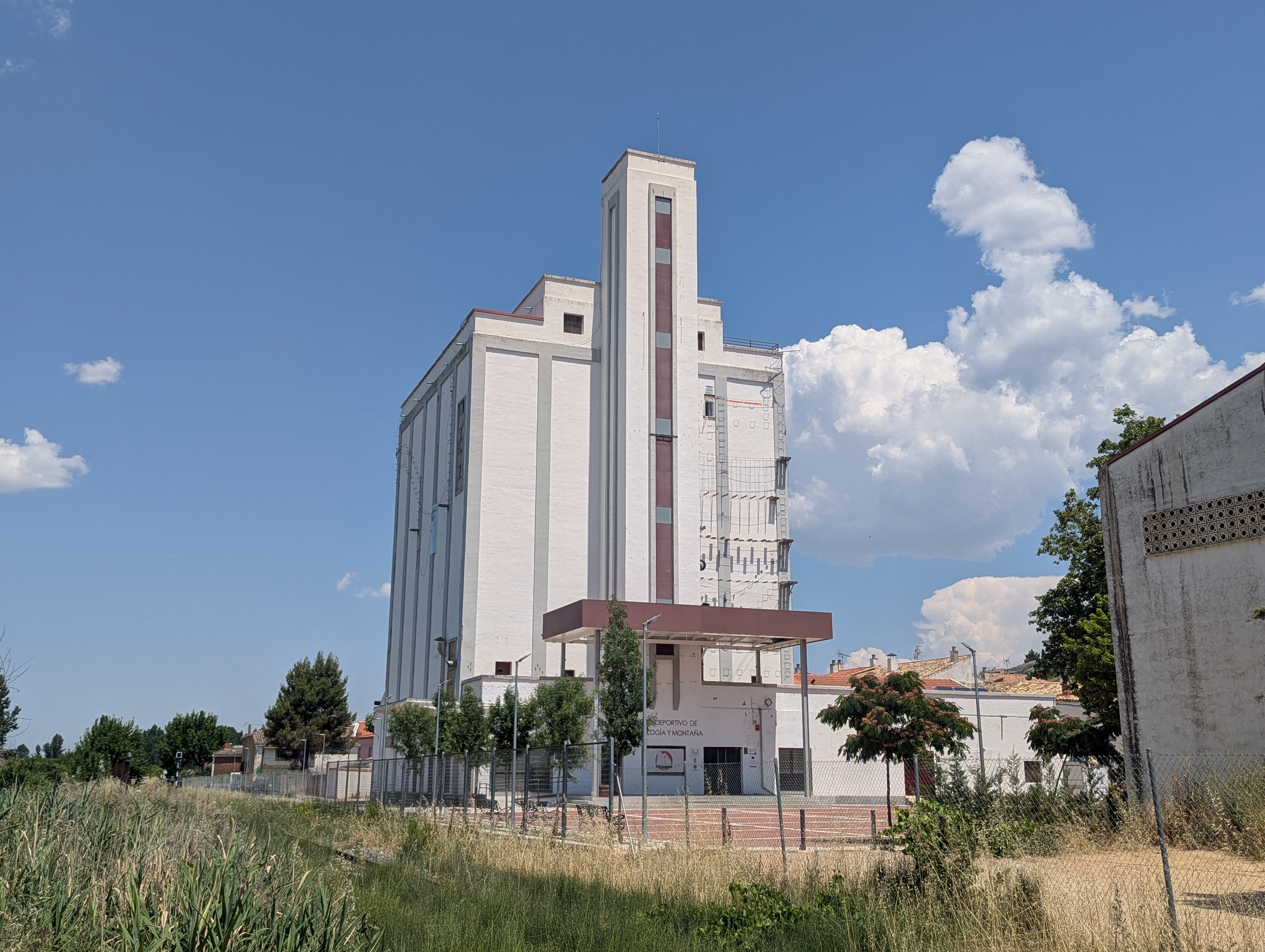
Silo de Chillarón de Cuenca, tipo E, transformado en salón multiusos municipal y centro de escalada

Por tanto, ante el dilema de hacer frente a los gastos de mantenimiento o permitir su abandono, se plantearon distintas soluciones que conllevaron el desmembramiento patrimonial de la Red, como la reversión a los ayuntamientos de las unidades construidas en suelo cedido por ellos, la reversión a particulares de las instalaciones construidas en terrenos expropiados, o, a partir de 1995, la transferencia a las comunidades autónomas, a las que se cedía en uso los silos y graneros de la Red Básica y se transferían en propiedad el resto de instalaciones. Desde entonces, el estado de las unidades es muy variado, desde edificaciones destinadas a uso agrícola, reconstruidas para uso no agrícola, rehabilitadas, en abandono e incluso demolidas.

## Tipologías
Según Carlos Barciela, la Red contó con un total de 968 unidades, 693 silos (aunque 15 de ellos fueron ampliaciones) y 275 graneros. El Servicio Nacional de Cereales estableció veinte tipos diferentes:
- Tipo A: silos destinados solamente a la recepción del cereal y su conservación hasta el traslado a otros silos o retirada por harineros y agricultores.
- Tipo B: silos de recepción al igual que el tipo A, pero con el elevador en una de sus esquinas y de mayor altura.
- Tipo C: silos de recepción con celdas cilíndricas de hormigón.
- Tipo D: silos de recepción surgidos como evolución formal de los tipos A y B. Fue la tipología más extendida.[41]
- Tipo E: silos de recepción de capacidad superior a los tipos anteriores, con dos elevadores tipo D.
- Tipo F: silos de recepción de gran capacidad, con forma de cruz, surgidos como variante del tipo A.
- Tipo G y GA: graneros de recepción exclusiva construidos en fábrica y con cubierta a dos aguas.
- Tipo GV: silos conocidos como «graneros verticales».
- Tipo H: silos de recepción surgidos de la unión frontal (a través del elevador) de dos silos tipo D.
- Tipo MC / MR: silos de recepción, de celda metálica y sección circular o rectangular.
- Tipo P: silos de tránsito ubicados en zona portuaria. Solo se construyeron dos, Málaga y Santa Cruz de Tenerife.
- Tipo SA: silos de selección de semillas.
- Tipo SG: silos o graneros destinados al secado de grano.
- Tipo SH: graneros donde se realizaba selección de semillas. Solo se construyeron dos unidades, Albacete y Lérida.
- Tipo SV: silos de selección de semillas predominante.
- Tipo T Especiales: silos de tránsito, capaces de realizar simultáneamente operaciones de carga, descarga, limpieza y selección de semillas.
- Tipo T Macro Silos: silos de gran capacidad, con funciones idénticas al primigenio tipo T pero de características constructivas diferentes.
- Tipo X: silos de recepción exclusiva o predominante, con características diversas que no le permiten ser englobado en otra tipología. Solo se registraron dos unidades, Alicante y  Manresa.
- Tipo Z: se trataba de antiguos castillos y edificaciones singulares restaurados y acondicionados para el almacenamiento. Se registraron cuatro, Arévalo, Encinas de Esgueva, Montealegre y Torrelobatón.

Tipología de silos y graneros
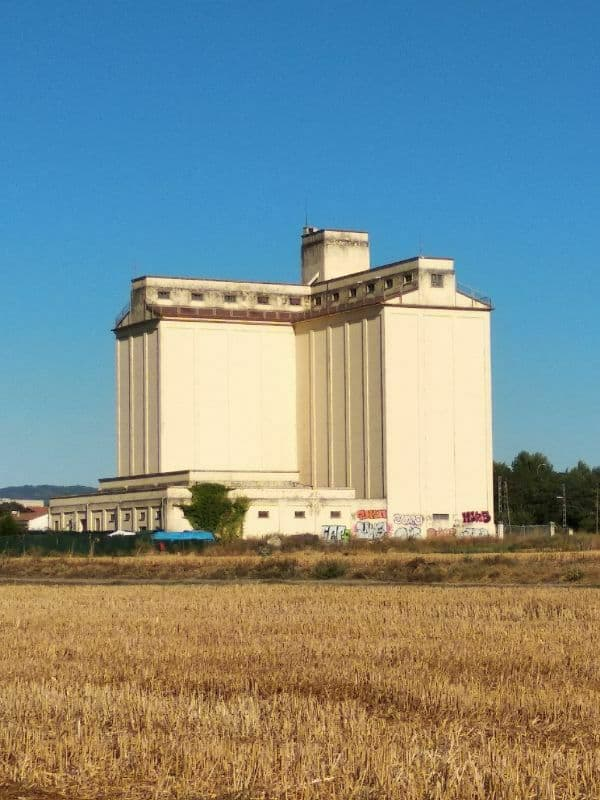
Silo de Pamplona. Tipo B.
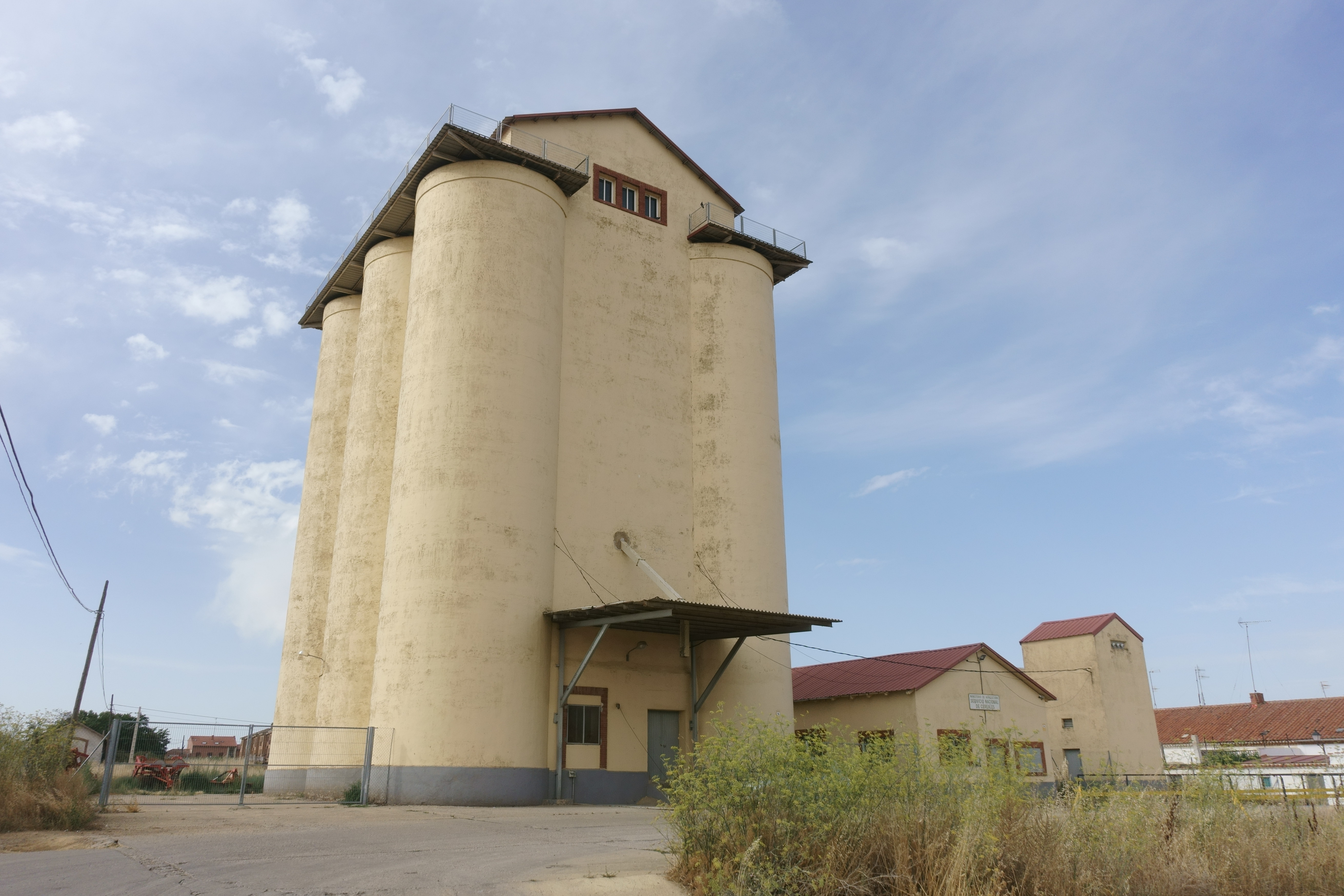
Silo de Paredes de Nava. Tipo C.
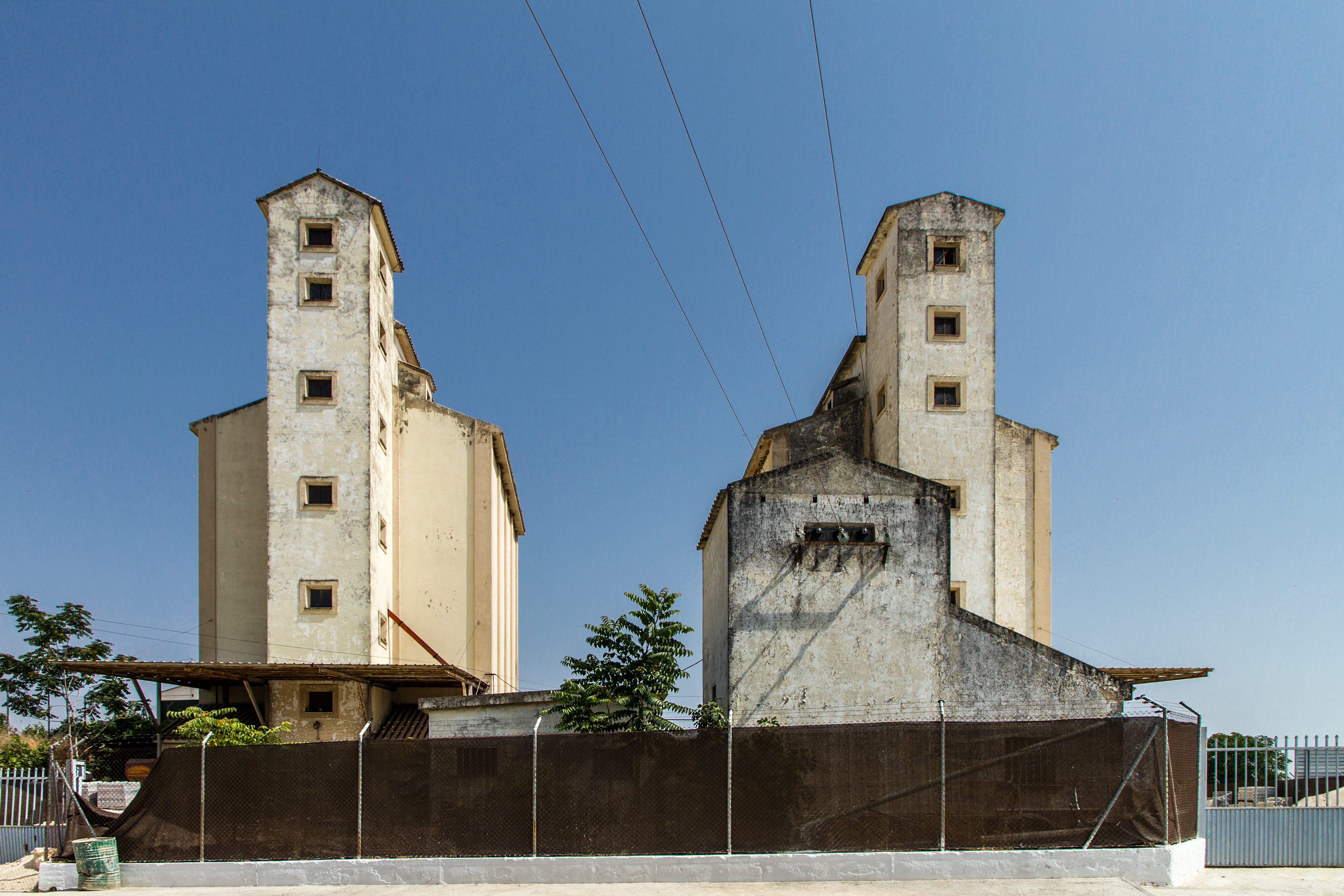
Silos de Porcuna. Tipo D.
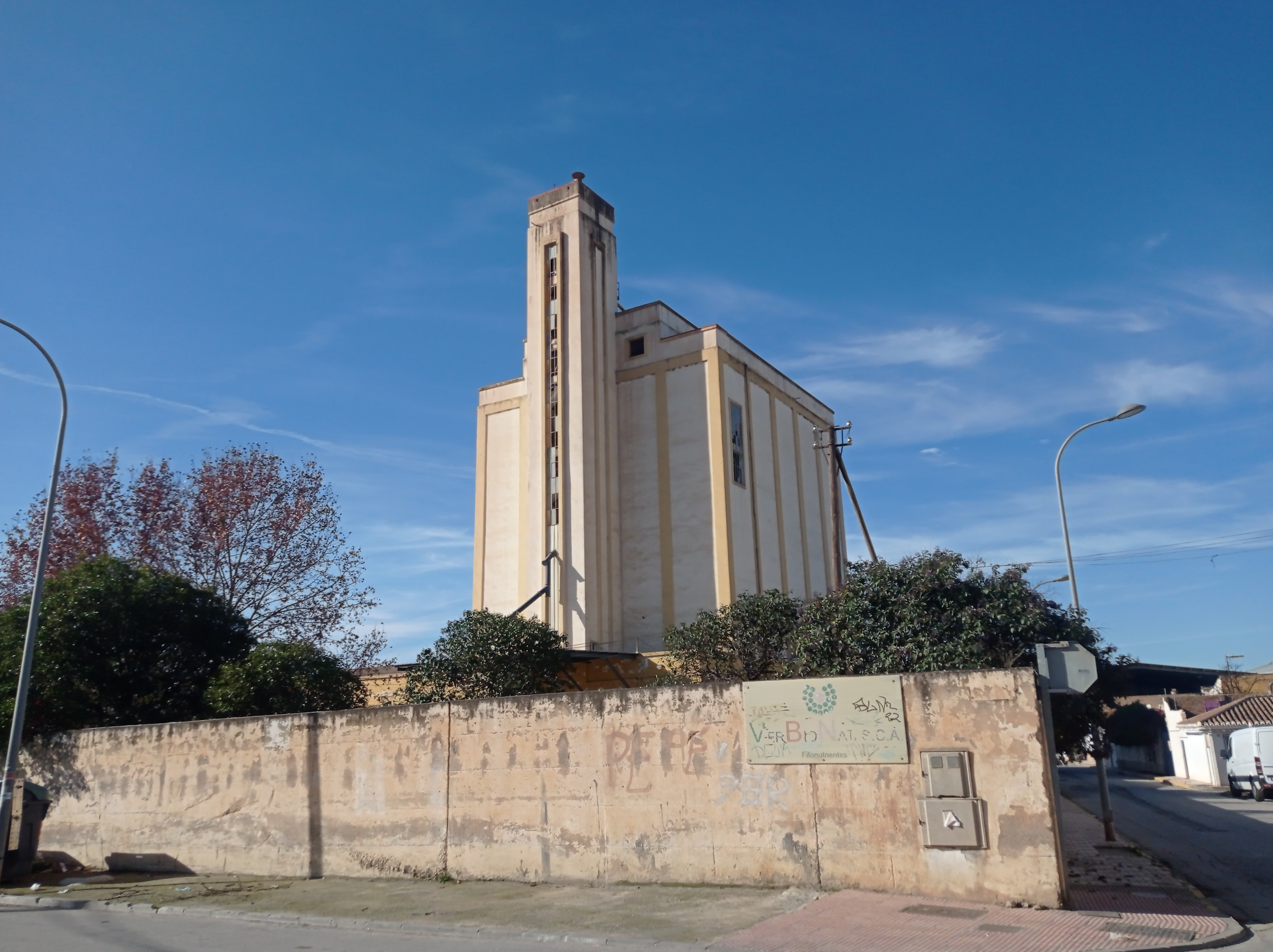
Silo de Santa Fe. Tipo E.
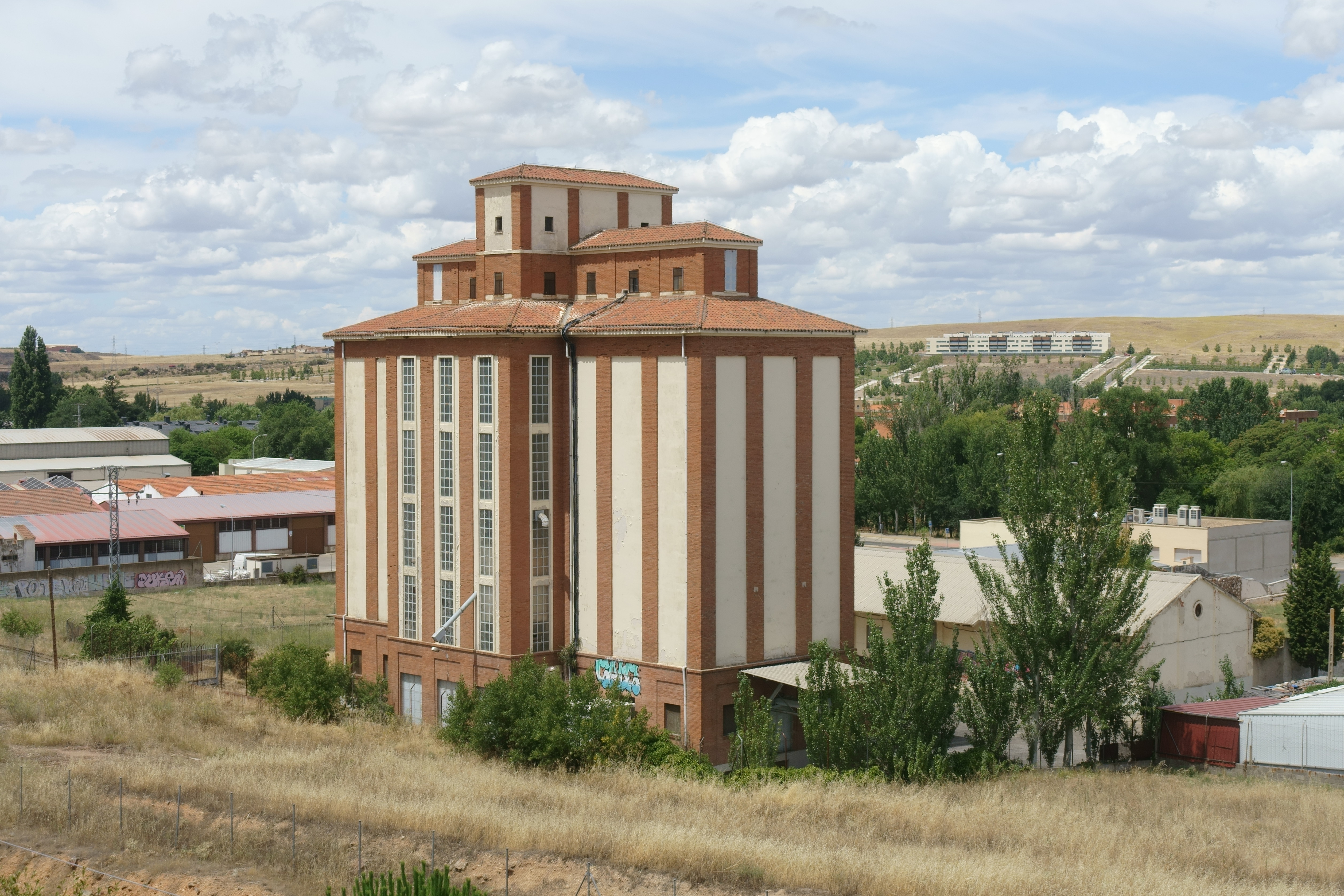
Silo de Salamanca. Tipo F
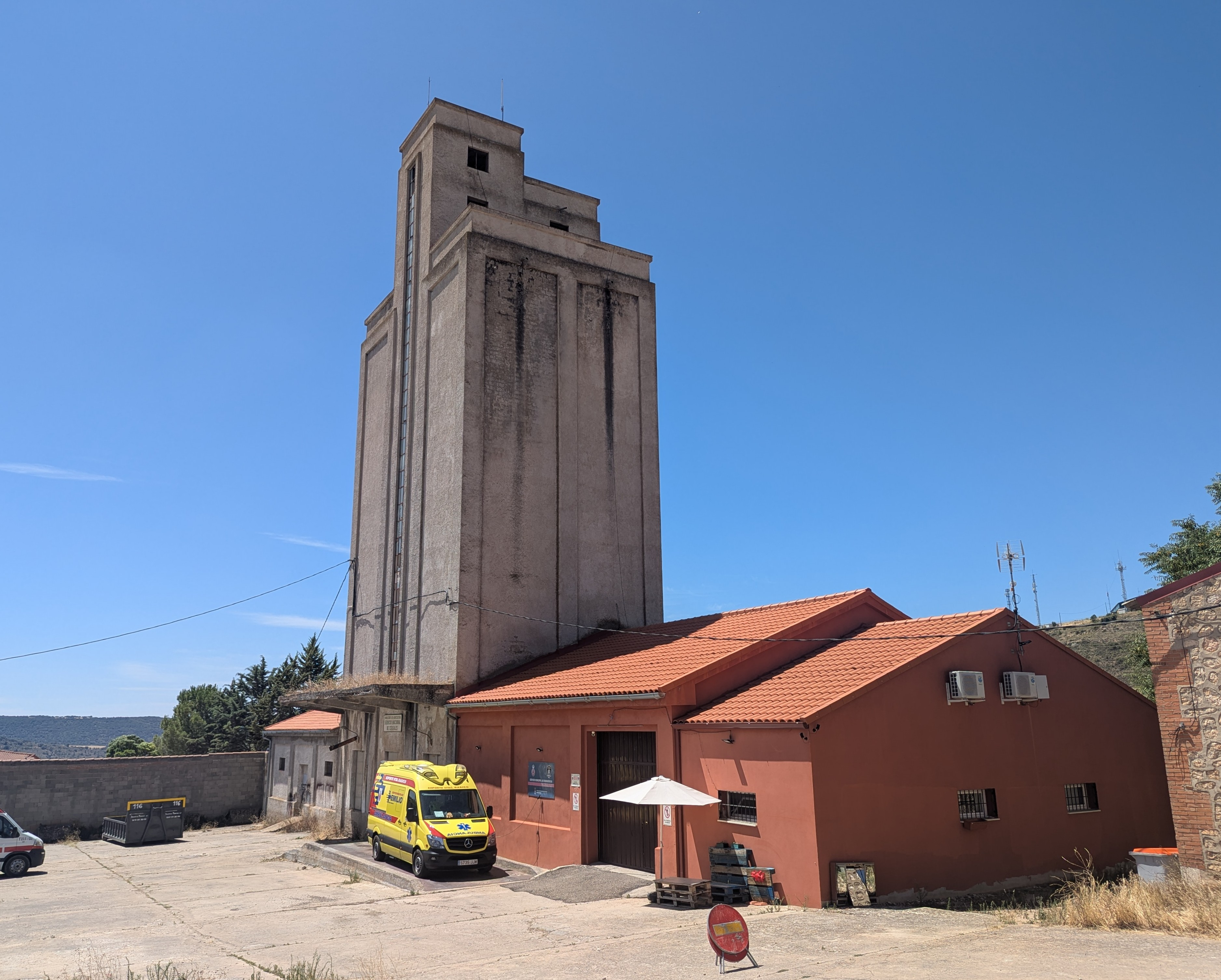
Silo de Brihuega. Tipo GV.
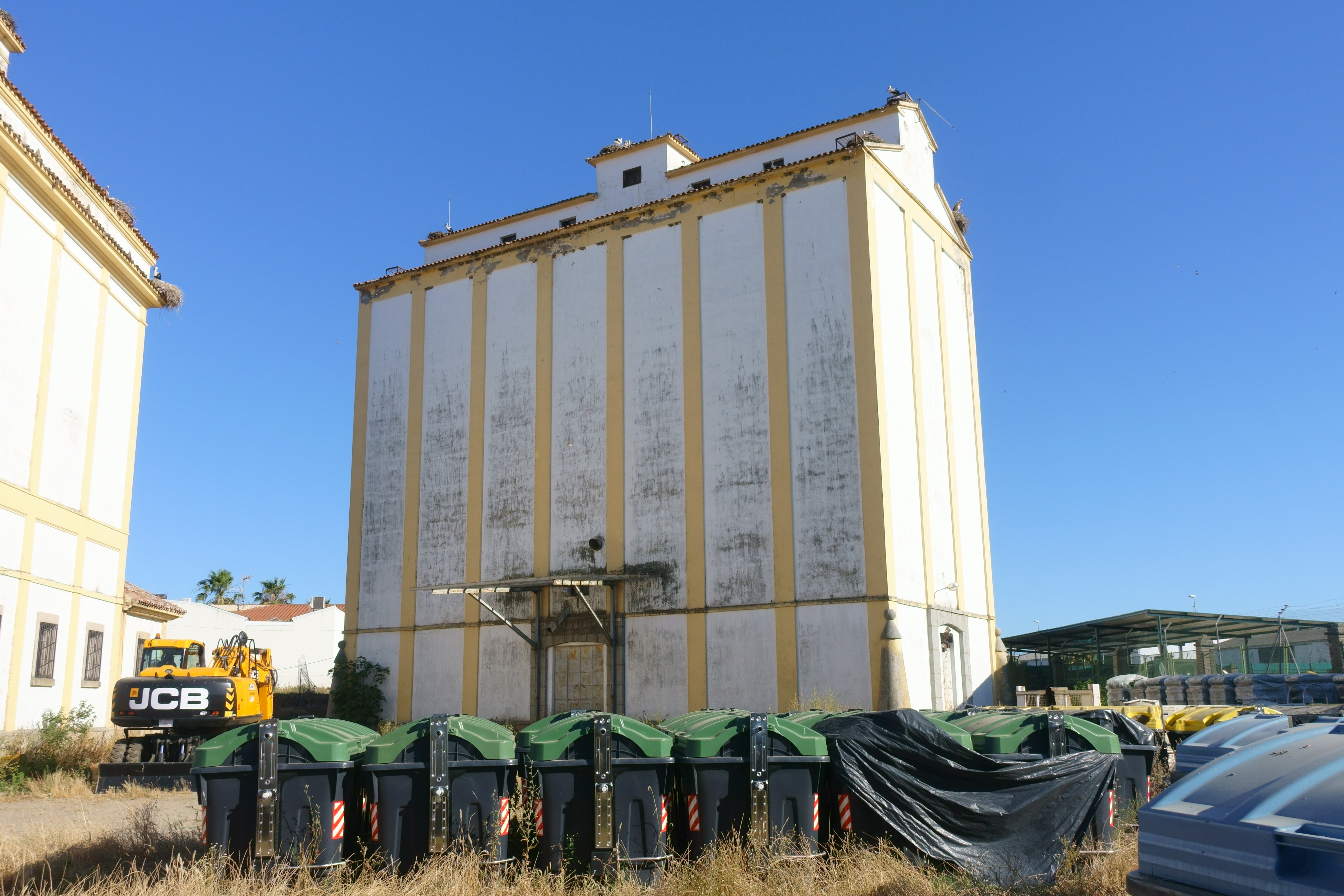
Silo de Miajadas. Tipo H.
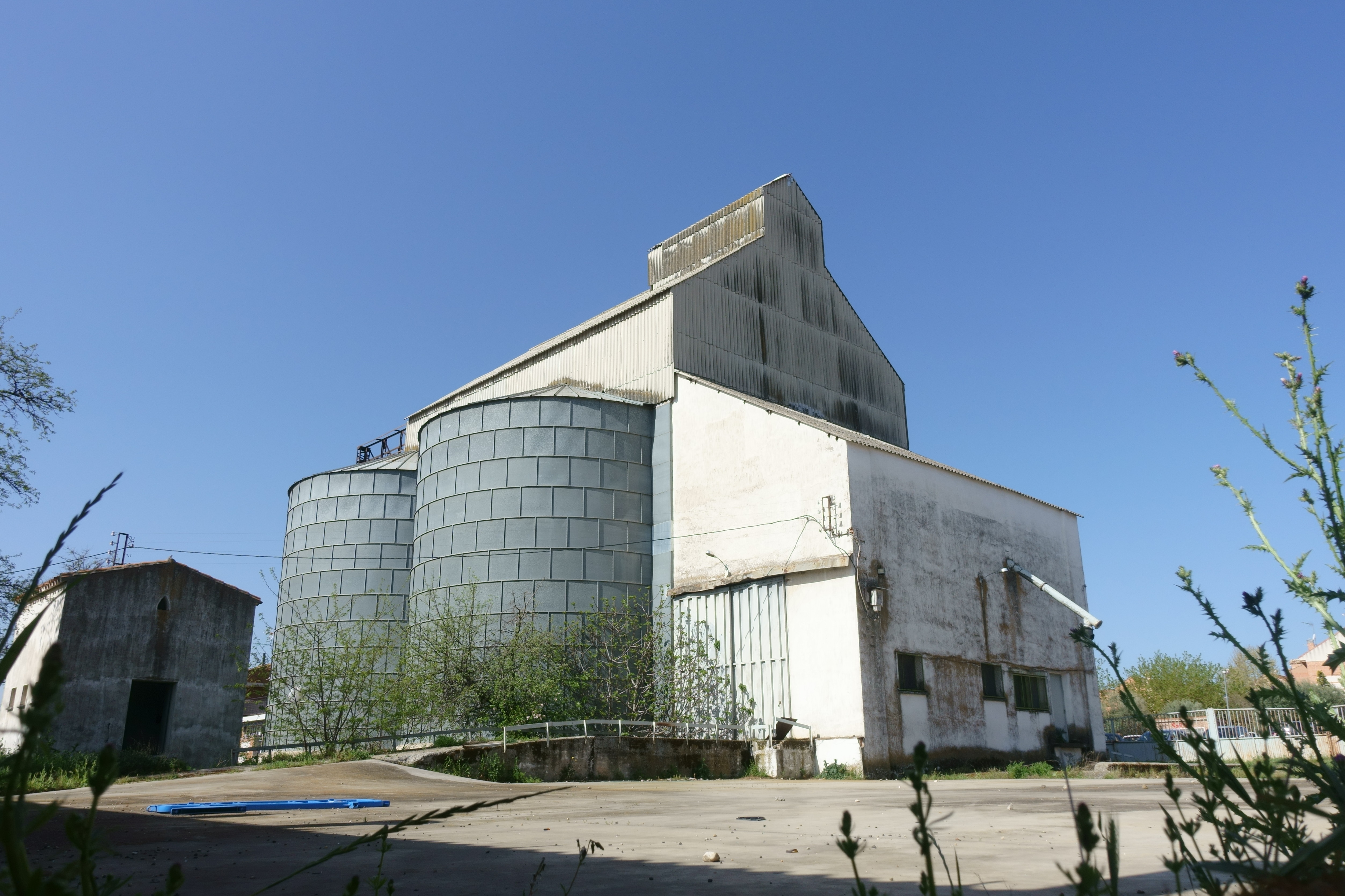
Silo de Ajalvir. Tipo MC.
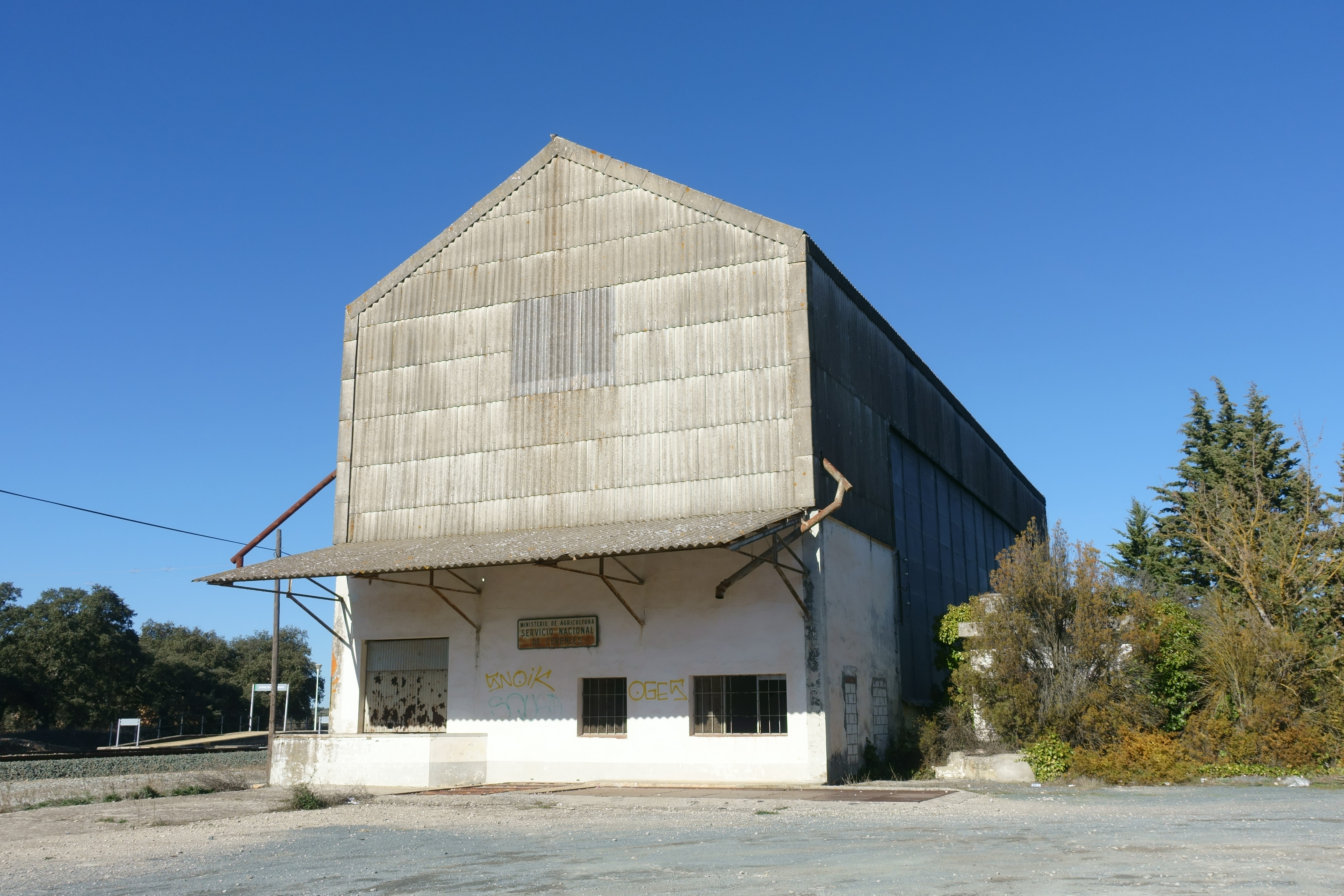
Silo de Setenil de las Bodegas. Tipo MR.
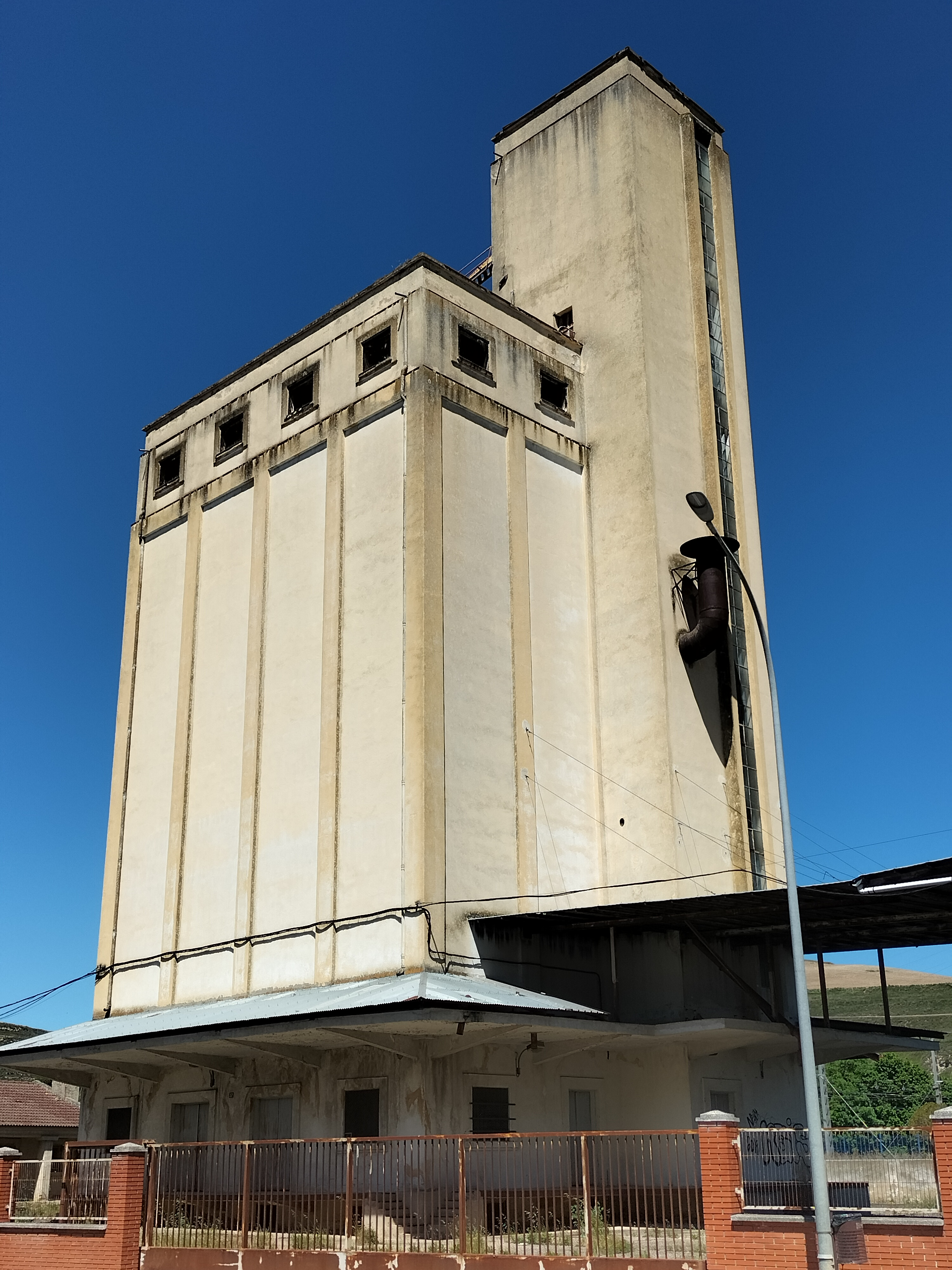
Silo de Briviesca. Tipo SA.
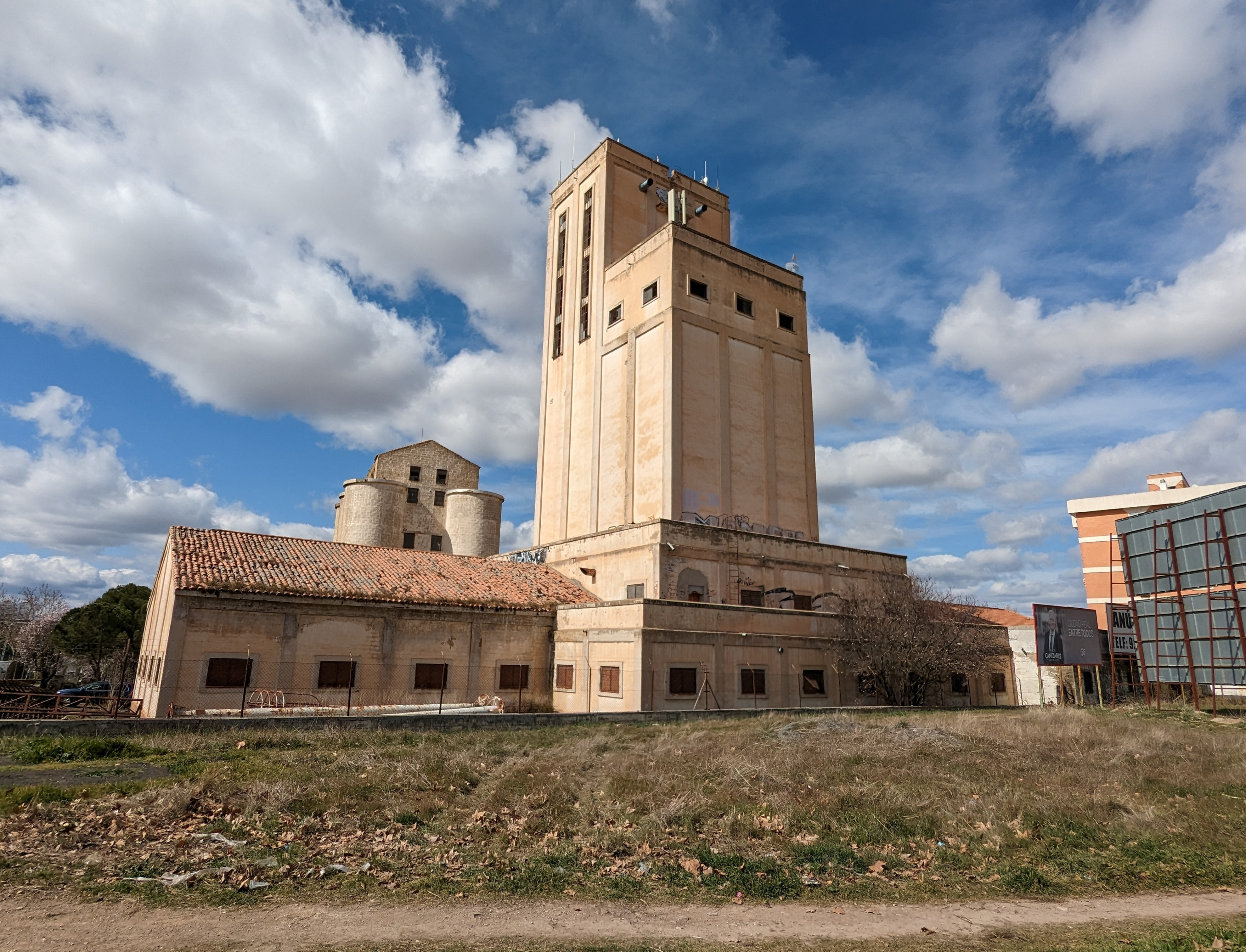
Silo de Ciudad Real. Tipo SV.
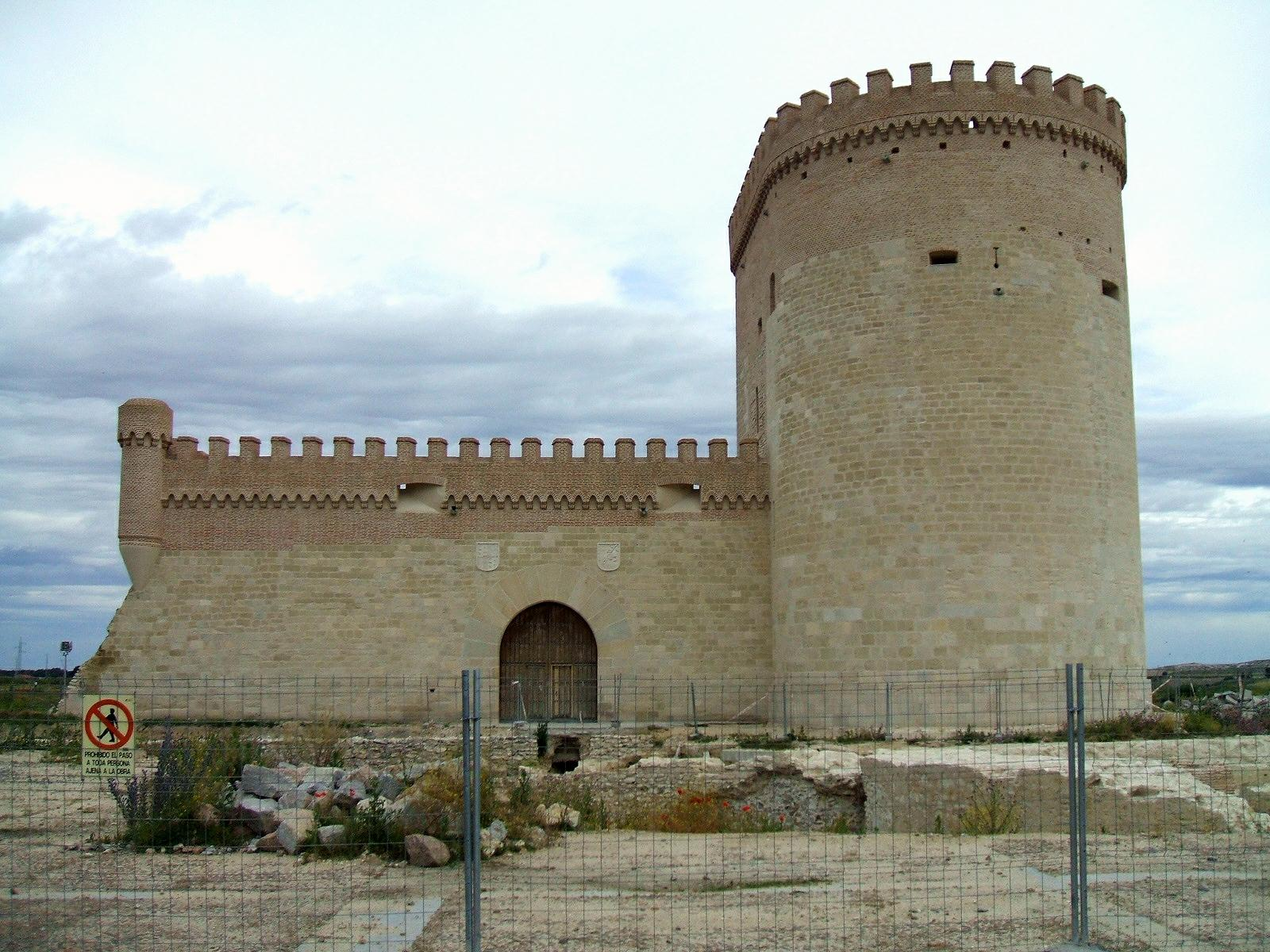
Castillo de Arévalo. Tipo Z.